# Hradiště (České Lhotice)
Hradiště je malá vesnice, část obce České Lhotice v okrese Chrudim v Pardubickém kraji. Vesnice se nalézá na úpatí Železných hor asi 1,5 kilometru severozápadně od Nasavrk nad Křižanovickou přehradou.

## Historie
První písemná zmínka o vesnici pochází z roku 1329.
V roce 2006 zde bylo registrováno celkem 23 domů využívaných převážně pro rekreaci. V blízkosti vesnice se nalézá rovněž mnoho rekreačních chat, zejména nad blízkou přehradou Křižanovice.
V Hradišti je evangelický sbor.

## Obyvatelstvo
| Rok            | 1869 | 1880 | 1890 | 1900 | 1910 | 1921 | 1930 | 1950 | 1961 | 1970 | 1980 | 1991 | 2001 | 2011 | 2021 |
| -------------- | ---- | ---- | ---- | ---- | ---- | ---- | ---- | ---- | ---- | ---- | ---- | ---- | ---- | ---- | ---- |
| Počet obyvatel | 143  | 178  | 155  | 142  | 138  | 136  | 132  | 98   | 77   | 71   | 61   | 40   | 38   | 33   | 45   |
| Počet domů     | 20   | 21   | 22   | 23   | 24   | 24   | 24   | 30   | 30   | 17   | 18   | 20   | 19   | 20   | 21   |

## Pamětihodnosti
- Toleranční evangelický kostel z let 1842–1847
- Pravěké hradiště[6] a oppidum České Lhotice se zřetelnými pozůstatky trojitého opevnění[7]